# Charagma
Le charagma (en grec byzantin χάραγμα / cháragma) désigne d'abord le fonctionnement d'un atelier de frappe monétaire, l'argent monnayé, puis le nomisma d'or comme pièce de monnaie et non unité de compte.
En contexte fiscal, c'est la procédure de paiement de l'impôt foncier et des surtaxes en pièces d'or ou éventuellement en d'autres dénominations. Les fractions de nomisma supérieures aux 2/3 doivent être réglées en or contre remboursement du trop perçu en argent ou en bronze. L'objectif pour le Trésor impérial est ainsi de s'assurer un retour maximum de l'or monnayé, et la conséquence de cette pratique est une monétarisation accrue de l'économie rurale, les contribuables devant faire l'effort de se procurer la monnaie d'or pour payer leur impôt.